# VK Grozny
 (mai 2013).
Maillots
Le VK Grozny (en russe : волейбольный клуб Грозный, voleïbolny klub Grozny) est un club de volley-ball russe basé à Grozny, évoluant au plus haut niveau national (Superliga).

## Effectifs de la saison 2013-2014
| No                                         | Nom                                        | Date de naissance                          | Taille                       | Poids                        | Poste                        |
| ------------------------------------------ | ------------------------------------------ | ------------------------------------------ | ---------------------------- | ---------------------------- | ---------------------------- |
| 1                                          | Ilia Parkhomtchouk                         | 1er août 1986                              | 208                          |                              | Central                      |
| 3                                          | Anton Anosov                               | 25 avril 1990                              | 190                          |                              | Libero                       |
| 4                                          | Iaroslav Podlesnikh                        | 3 novembre 1994                            | 196                          | 81                           | Passeur                      |
| 5                                          | Romanas Chkouliavitchous                   | 21 février 1992                            | 198                          |                              | Attaquant                    |
| 6                                          | Igor Oleinikov                             | 1985                                       | 204                          |                              | Central                      |
| 7                                          | Isa Arsabiev                               | 1989                                       | 207                          |                              | Central                      |
| 8                                          | Viktor Nikonenko                           | 1980                                       | 196                          |                              | Central                      |
| 9                                          | Pavel Gourtchenko                          | 9 avril 1981                               | 191                          |                              | Réceptionneur-attaquant      |
| 10                                         | Andreï Koutsmous                           | 5 décembre 1986                            | 194                          |                              | Réceptionneur-attaquant      |
| 13                                         | Maksim Pourine                             | 15 janvier 1988                            | 189                          |                              | Réceptionneur-attaquant      |
| 14                                         | Anton Botine                               | 8 juillet 1990                             | 192                          |                              | Réceptionneur-attaquant      |
| 15                                         | Sergueï Andrievski                         | 19 novembre 1986                           | 190                          |                              | Attaquant                    |
| 18                                         | Nikita Ieremine                            | 1er septembre 1990                         | 180                          |                              | Libero                       |
|                                            |                                            |                                            |                              |                              |                              |
| Encadrement technique                      | Encadrement technique                      |                                            | Légende                      | Légende                      | Légende                      |
| Entraîneur : Arsen Kirilenko               | Entraîneur : Arsen Kirilenko               | Entraîneur : Arsen Kirilenko               | : Capitaine                  | : Capitaine                  | : Capitaine                  |
| Entraîneur(s) adjoint(s) : Sergueï Orlenko | Entraîneur(s) adjoint(s) : Sergueï Orlenko | Entraîneur(s) adjoint(s) : Sergueï Orlenko | : Joueur blessé actuellement | : Joueur blessé actuellement | : Joueur blessé actuellement |

| Équipe type : VK Grozny                                                                                    |
| \| Passeur · # ? RA P2 · # ? Central P3 · # ? Attaquant · # ? RA P5 · # ? Central P6 · # ? Libero · # ? \| |
| Passeur · # ? RA P2 · # ? Central P3 · # ? Attaquant · # ? RA P5 · # ? Central P6 · # ? Libero · # ?       |

| Passeur · # ? RA P2 · # ? Central P3 · # ? Attaquant · # ? RA P5 · # ? Central P6 · # ? Libero · # ? |